# San Francisco (miasto w Kostaryce)
San Francisco – miasto w środkowej Kostaryce, w prowincji Heredia, wchodzące w skład aglomeracji San José. Ludność: około 85 tys. mieszk. (2013). Jest to drugie co do wielkości miasto w Kostaryce.

## Transport

### Transport drogowy
Przez San Francisco przebiegają następujące drogi krajowe:
- Droga krajowa nr 3
- Droga krajowa nr 111
- Droga krajowa nr 171